# Dapanoptera candidata opulenta
Dapanoptera candidata opulenta is een ondersoort van de tweevleugelige Dapanoptera candidata uit de familie steltmuggen (Limoniidae). De soort komt voor in het Australaziatisch gebied.